# Pesadă

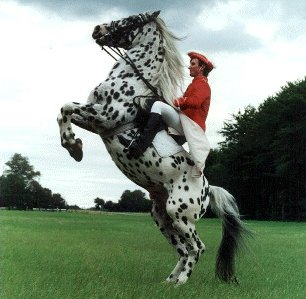
Pesadă

Pesada este un exercițiu din dresajul clasic la care calul se ridică pe picioarele posterioare, cele anterioare apropiindu-le de corp. Unghiul dintre extremitatea calului și sol depășește 45° - spre deosebire de levadă.

## Weblinkuri
- Video